# Thor Englund
Thor Åke Englund, född 12 maj 1927 i Smögen, död 1 november 2011 i Nylöse församling, var en svensk fotbolls- och ishockeyspelare. Han spelade en allsvensk fotbollsmatch med Gais säsongen 1951/1952 och representerade Västra Frölunda IF i ishockey.

## Biografi
Englund fostrades i Smögens IF. Han spelade en enda allsvensk fotbollsmatch för Gais säsongen 1951/1952, och ännu en seriematch för klubben i division II säsongen 1955/1956. I övrigt huserade han mest i Gais B-lag, men följde vintern 1951/1952 med A-laget på en utlandsturné till Malta, från vilken han rapporterade i Göteborgs Handels- och Sjöfarts-Tidning.
I ishockey tillhörde han Västra Frölunda IF 1950–1954. Säsongen 1961/1962 spelade han för Utbynäs SK.

## Familj
Thor Englund var bror till Ulla-Britt Englund (1928–2020) och Mona-Lisa Englund (1933–1999), som bägge var framgångsrika idrottare. Utanför idrotten var han fotograf och försäljare.